# Антонелла Мулароні
Антоне́лла Муларо́ні (італ. Antonella Mularoni; нар. 27 вересня 1961, Сан-Марино) — державна та політична діячка Сан-Марино.

## Життєпис
Народилася 27 вересня 1961 року в м. Сан-Марино. У 1986 закінчила Болонський університет, юридичний факультет.
З 1986 по 1987 — політичний секретар міністра фінансів, бюджету і економічного планування.
У 1987 — 1990 роках працювала директоркою Управління зв'язків з громадянами Сан-Марино за кордоном.
З 1989 по 1990 — заступник Постійного представника Сан-Марино в Раді Європи.
У 1991 — 2001 — працювала адвокатом та нотаріусом.
З 1993 по 2001 — обиралася депутатом парламенту — Великої Генеральної Ради Сан-Марино.
З 2001 по 2008 — член Європейського суду з прав людини в Страсбурзі.
З 2008 — депутат парламенту, член правоцентристської коаліції.
З 24 листопада 2008 — державний секретар закордонних і політичних справ, телекомунікаціях та транспорту Сан-Марино.
З 1 квітня 2013 р. — одна з капітан-регентів Сан-Марино, тобто голова держави.